# Tauberbischofsheim
Tauberbischofsheim är en stad i Main-Tauber-Kreis i regionen Heilbronn-Franken i Regierungsbezirk Stuttgart i förbundslandet Baden-Württemberg i Tyskland.

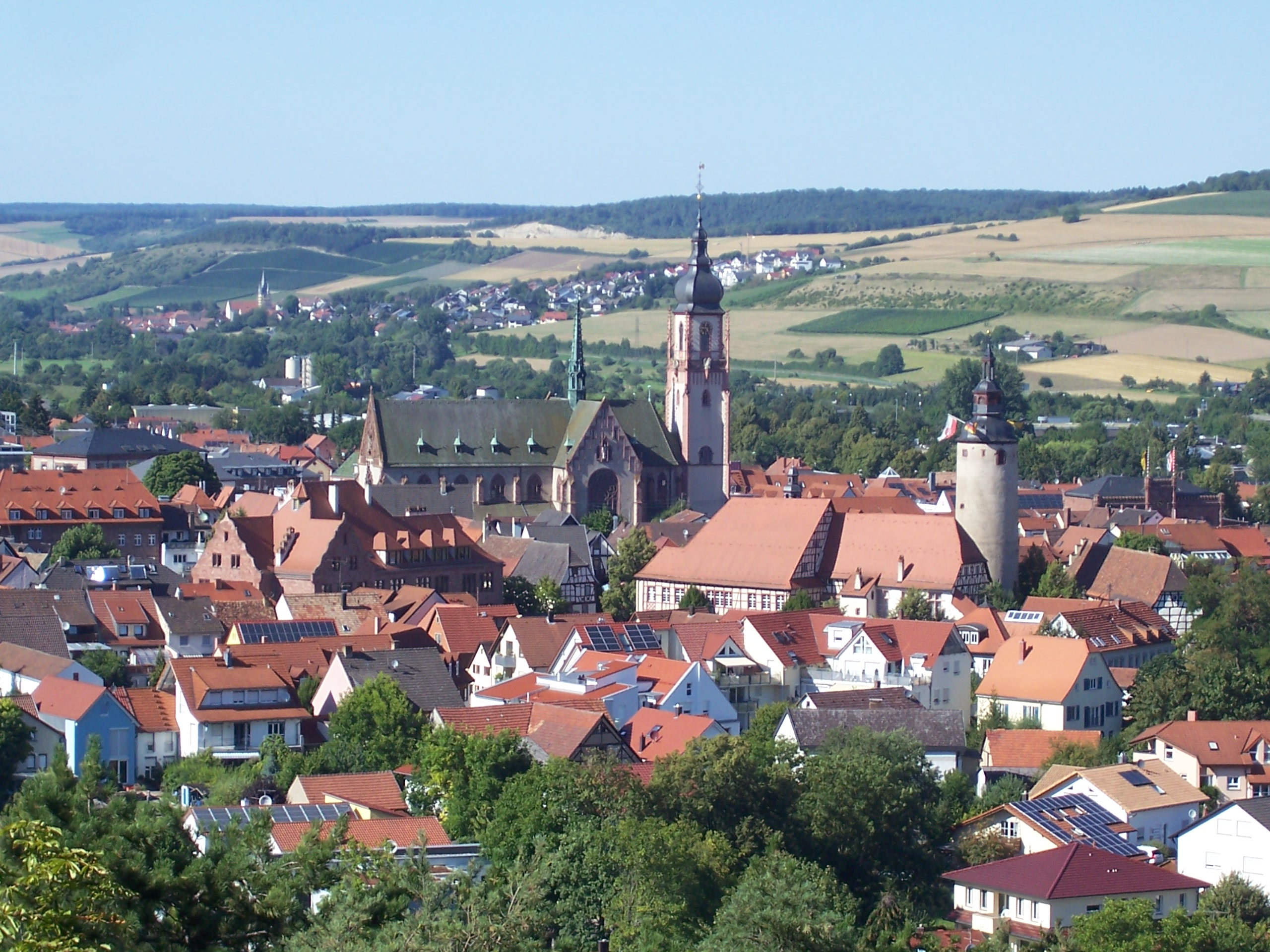

Stadenen ingår i kommunalförbundet Tauberbischofsheim tillsammans med  kommunerna Großrinderfeld, Königheim och Werbach.